# Ichigo Marshmallow
Ichigo Marshmallow (苺ましまろ, Ichigo mashimaro, Jordgubbsmarshmallow), i engelskspråkig utgivning Strawberry Marshmallow, är en komedimanga från 2001-2005, skapad av mangakan Barasui. Den handlar om fyra tjejer mellan 11 och 12 års ålder och en 16-årig storasyster, och hur de tar sig an problem dag för dag. Mangan har bearbetats till en anime, där storasysterns ålder är 20.

## Media
Animen har utkommit i 12 tv-avsnitt och mangan i 4 volymer. 2005 gjordes ett Playstation 2-spel. En tredelars OVA släpptes under 2007 och en tvådelars OVA under 2009. 

## Anime

### Avsnittslista
| Titel:                            | Lanseringsdatum: | Avsnitt |
| Birthday バースディ               | 2005-07-14       | 01      |
| Ana アナ                          | 2005-07-21       | 02      |
| House Call Katei houmon 家庭訪問  | 2005-07-28       | 03      |
| Arbeit Arubaito アルバイト        | 2005-08-18       | 04      |
| Sleeping Together Soi ne そいね   | 2005-08-25       | 05      |
| Midsummer Day Manatsu Hi 真夏日   | 2005-09-01       | 06      |
| Sea Bathing Kaisuiyoku 海水浴     | 2005-09-01       | 07      |
| Festival Omatsuri お祭り          | 2005-09-15       | 08      |
| Growing Sodachi zakari 育ちざかり | 2005-09-22       | 09      |
| Flower Hana 花                    | 2005-09-29       | 10      |
| First Snow Hatsuyuki 初雪         | 2005-10-06       | 11      |
| Present プレゼント                | 2005-10-13       | 12      |